# Atletika na Letních olympijských hrách 1964 – 200 metrů ženy
 Běh na 200 metrů žen na Letních olympijských hrách 1964 se uskutečnil ve dnech 18. a 19. října na Olympijském stadionu v Tokiu. 

## Výsledky finálového běhu
| *                | jméno                 | země                   | čas  |
| ---------------- | --------------------- | ---------------------- | ---- |
| Zlatá medaile    | Edith McGuire         | Spojené státy americké | 23,0 |
| Stříbrná medaile | Irena Kirszensteinová | Polsko                 | 23,1 |
| Bronzová medaile | Marilyn Blacková      | Austrálie              | 23,1 |
| 4                | Una Morrisová         | Jamajka                | 23,5 |
| 5                | Ludmila Samotyosová   | Sovětský svaz          | 23,5 |
| 6                | Barbara Sobotta       | Polsko                 | 23,9 |
| 7                | Janet Simpsonová      | Velká Británie         | 23,9 |
| 8                | Daphne Ardenová       | Velká Británie         | 24,0 |